# Trifolium polymorphum
Trifolium polymorphum ist  Pflanzenart aus der Gattung Klee (Trifolium) in der Unterfamilie der Schmetterlingsblütler (Faboideae) innerhalb der Familie der Hülsenfrüchtler (Fabaceae). Sie ist in der Neuen Welt verbreitet.

## Beschreibung

### Vegetative Merkmale
Trifolium polymorphum ist eine ausdauernde, krautige Pflanze. Die niederliegenden Stängel sind vereinzelt oder dicht behaart. Sie bildet Ausläufer aus, die sich an den Internodien verzweigen.
Die wechselständig angeordneten Laubblätter sind in Blattstiel und -spreite gegliedert. Der relativ lange, schlanke Blattstiel ist mehrfach länger als die Fiederblättchen. Die Blattspreite ist dreizählig unpaariggefiedert. Die Fiederblättchen sind bei einer Länge von 0,5 bis 1,8 Zentimetern sowie einer Breite von 0,5 bis 1,5 Zentimetern herzförmig mit einem tief gekerbtem oberen Ende. Die Nervatur tritt deutlich hervor. Der Blattrand ist ganzrandig oder unregelmäßig, sehr fein gezähnelt. Die papierartigen Nebenblätter sind eiförmig bis lanzettlich und spitz zulaufend.

### Generative Merkmale
Es ist ein Blütenstandsschaft vorhanden. Die Blütenstände sind bei einem Durchmesser von 1 bis 2,5 Zentimetern kugelig. Ein bis acht einzelne Blüten können zusammen auch direkt aus Blattachseln an den Stolonen auswachsen. Der Blütenstiel ist schlank.
Die zwittrige Blüte ist zygomorph und fünfzählig mit doppelter Blütenhülle. Der Kelch ist 3 bis 5 Millimeter lang und behaart. Die schmalen, dreieckigen oder sichelförmigen Kelchzähne sind ebenso lang oder bis 50 % länger als die Kelchröhre. Die Krone ist 0,8 bis 1,5 Zentimeter lang und rosafarben. Die Fahne ist länger als Schiffchen und Flügel. Direkt achselständige Blüten (an den Stolonen) öffnen sich häufig gar nicht, hier schließt die Fahne Schiffchen und Flügel ein.
Die Hülsenfrüchte sind etwa dreimal länger als der Kelch und nahezu kugelig. Jede Hülsenfrucht enthält nur zwei oder drei Samen. Die braunen Samen sind 1,1 bis 1,5 Millimeter groß.

### Chromosomensatz
Die Chromosomenzahl beträgt in Naturbeständen bei Diploidie 2n = 16 und bei Tetraploidie 2n = 32.

## Ökologie
Bei Trifolium polymorphum liegt Fremdbestäubung und bei den Blüten an den Stolonen aber Selbstbestäubung vor.
In der Gattung Klee gibt es nur bei den beiden Arten Trifolium polymorphum und  Trifolium argentinense Ausbreitungsmechanismus der Amphikarpie. Diese beiden Art bilden zwei verschiedene Früchte aus. Die oberen Blütenstände produzieren leichte Früchte, die vom Wind davongetragen werden, wohingegen die unteren Blütenstände nach unten gebogen sind und die Samen auf dem Boden ablegen. Diese Kombination von Topochorie und Telechorie wird Amphikarpie genannt.

## Vorkommen
Das Verbreitungsgebiet umfasst in Südamerika Chile, Teile von Argentinien, Peru, Uruguay, Paraguay und das südliche Brasilien sowie Osttexas und Westlouisiana in den Vereinigten Staaten.
Trifolium polymorphum gedeiht auf offener Prairie vor allem auf sandigen Böden.

## Systematik
Die Erstbeschreibung von Trifolium polymorphum erfolgte 1808 durch Jean Louis Marie Poiret in Lamarcks Encyclopédie Méthodique. Botanique ..., Band 8, Seite 20. "Polymorphus" bedeutet "vielgestaltig"; Trifolium polymorphum ist eine sehr variable Art. Die Individuen aus Südamerika sind in der Regel behaarter als die aus Nordamerika. Zudem gibt es deutliche Unterschiede in der Größe der Laubblätter und der Blüten. Bisher wurden einige Varietäten aber keine sicheren Unterarten beschrieben.
Trifolium polymorphum ist sie die einzige Art der monotypischen Untersektion Oxalioidea der Sektion Lotoidea.